# Kobylnice (district de Mladá Boleslav)
Pour les articles homonymes, voir Kobylnice.
Kobylnice (en allemand : Kobilnitz) est une commune du district de Mladá Boleslav, dans la région de Bohême-Centrale, en République tchèque. Sa population s'élevait à 154 habitants en 2020.

## Géographie
Kobylnice se trouve à 6,5 km à l'ouest de Dobrovice, à 11,5 km à l'est-sud-est de Mladá Boleslav et à 55 km au nord-est de Prague.
La commune est limitée par Lhotky au nord, par Ujkovice à l'est, par Ledce au sud-est, et par Žerčice au sud-ouest et à l'ouest.

## Histoire
La première mention écrite de la localité date de 1227.

## Transports
Par la route, Kobylnice se trouve à 7,5 km de Dobrovice, à 14 km de Mladá Boleslav et à 55 km du centre de Prague.